# Burntisland Parish Church

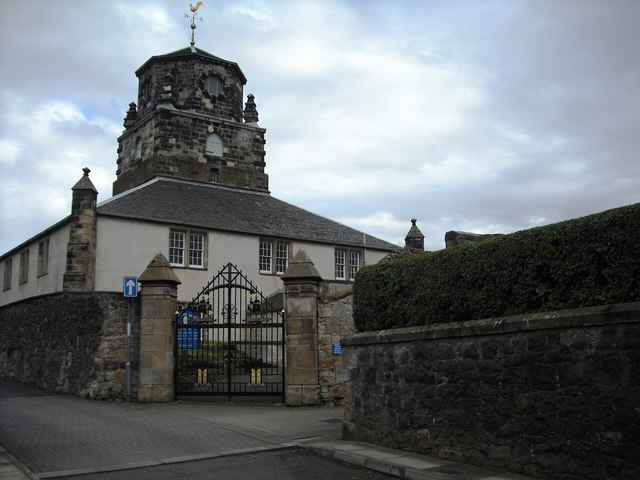
Burntisland Parish Church

Die Burntisland Parish Church ist ein Kirchengebäude der presbyterianischen Church of Scotland in der schottischen Ortschaft Burntisland in der Council Area Fife. 1972 wurde das Bauwerk als Einzeldenkmal in die schottischen Denkmallisten in der höchsten Denkmalkategorie A aufgenommen.

## Geschichte
In der königlichen Charta Jakob VI. für den Burgh Burntisland aus dem Jahre 1587 ist die Errichtung einer Kirche im Burgh fixiert. Deren Bau wurde schließlich 1592 begonnen und drei Jahre später abgeschlossen. Die Burntisland Parish Church gehört damit zu den frühesten nachreformatorischen Kirchen in Schottland. Im Jahre 1601 tagte das General Assembly of the Church of Scotland mit König Jakob in der Kirche. Dort wurde die Neuübersetzung der Bibel ins Englische beschlossen, woraus die King-James-Bibel hervorging. Auf Grund ihrer Bedeutung im englischen Sprachraum wird die Burntisland Parish Church daher auch als „Geburtsort der Bibel“ bezeichnet.
Im Jahre 1600 wurde der hölzerne Kirchturm von John Roche fertiggestellt. Galerien wurden zwischen 1602 und 1630 installiert. Für den 1659 hinzugefügten Vorbau zeichnet Andrew Alison verantwortlich. Im Laufe des 17. Jahrhunderts wurden auch verschiedene bauliche und dekorative Maßnahmen im Innenraum ausgeführt. Der zuvor nur hölzern ausgeführte Kirchturm wurde 1748 durch Samuel Neilson in Stein neu aufgebaut. Die Kirchenorgel stiftete Andrew Carnegie im Jahre 1909. Weitere Überarbeitungen des Innenraums wurden in mehreren Phasen im Laufe des 20. Jahrhunderts vorgenommen.

## Beschreibung

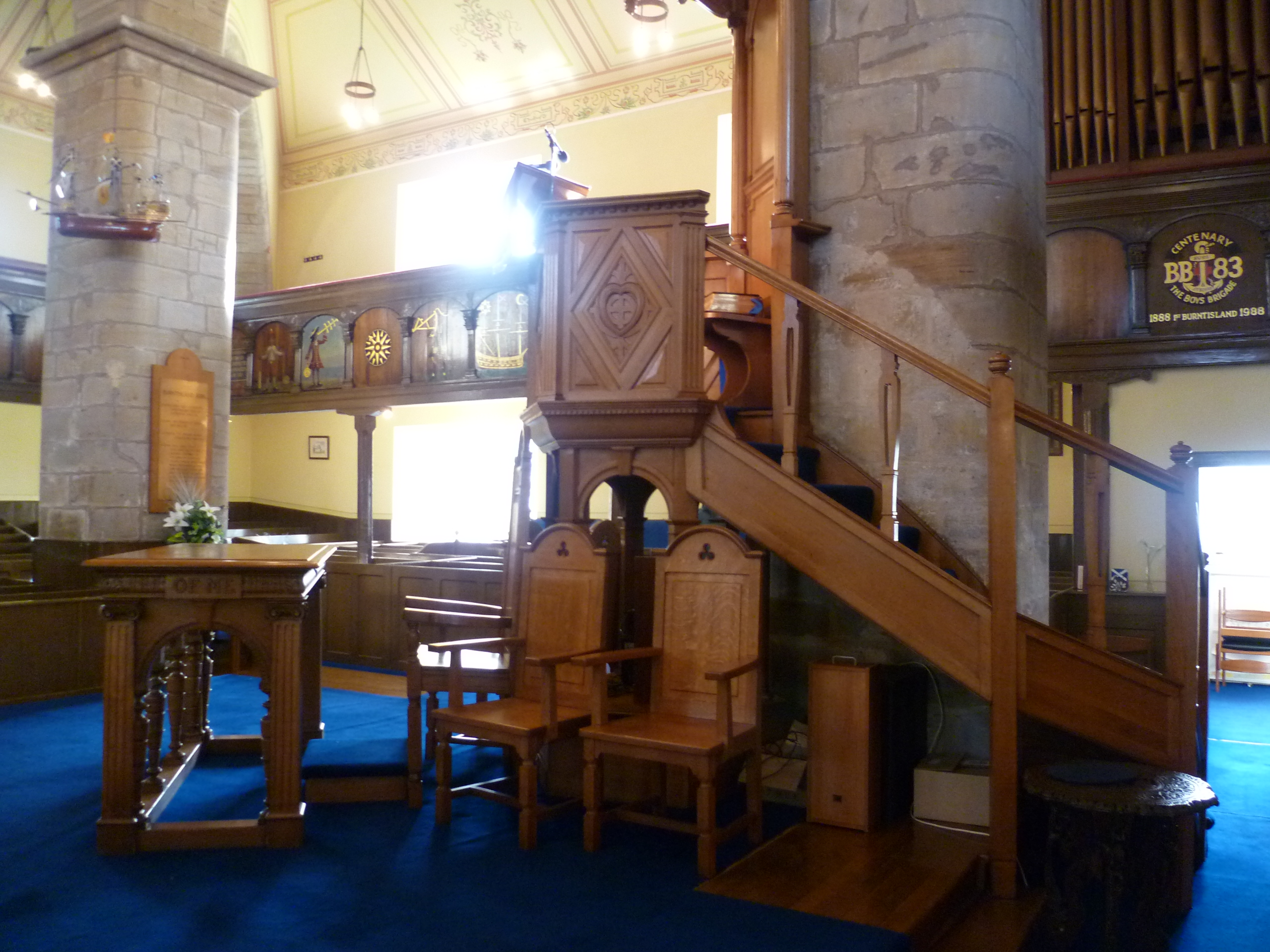
Blick in den Innenraum

Die Burntisland Parish Church steht nahe dem Hafen Burntislands am Firth of Forth am Südrand der Ortschaft. Das zweistöckige Gebäude weist einen quadratischen Grundriss auf. An der westexponierten Hauptfassade tritt ein Vorbau mit dem Hauptportal hervor. Ein Eierstab mit Ankersymbolen umfasst das Rundbogenportal mit Kämpferfenster. Die Fenster entlang der Harl-verputzten Fassaden sind zu Zwillingen gekuppelt. Von dem schiefergedeckten Pyramidendach ragt mit der Glockenturm auf. Er gliedert sich in einem Abschnitt mit quadratischem Grundriss, der oktogonal fortgeführt wird. Stilisierte Strebepfeiler an den Turmkanten laufen in obeliskenförmigen Fialen aus. Der Turm schließt mit einem vergoldeten Wetterhahn ab.